# Betrouwbaarheidsrit

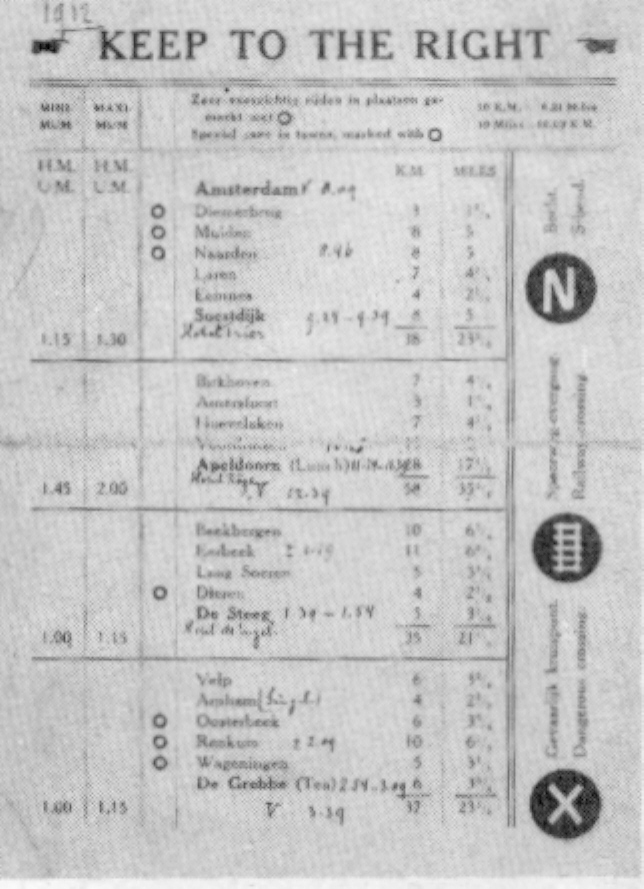
Routebeschrijving van een betrouwbaarheidsrit uit 1912. "Keep to the right" was een belangrijke herinnering voor de Britse deelnemers

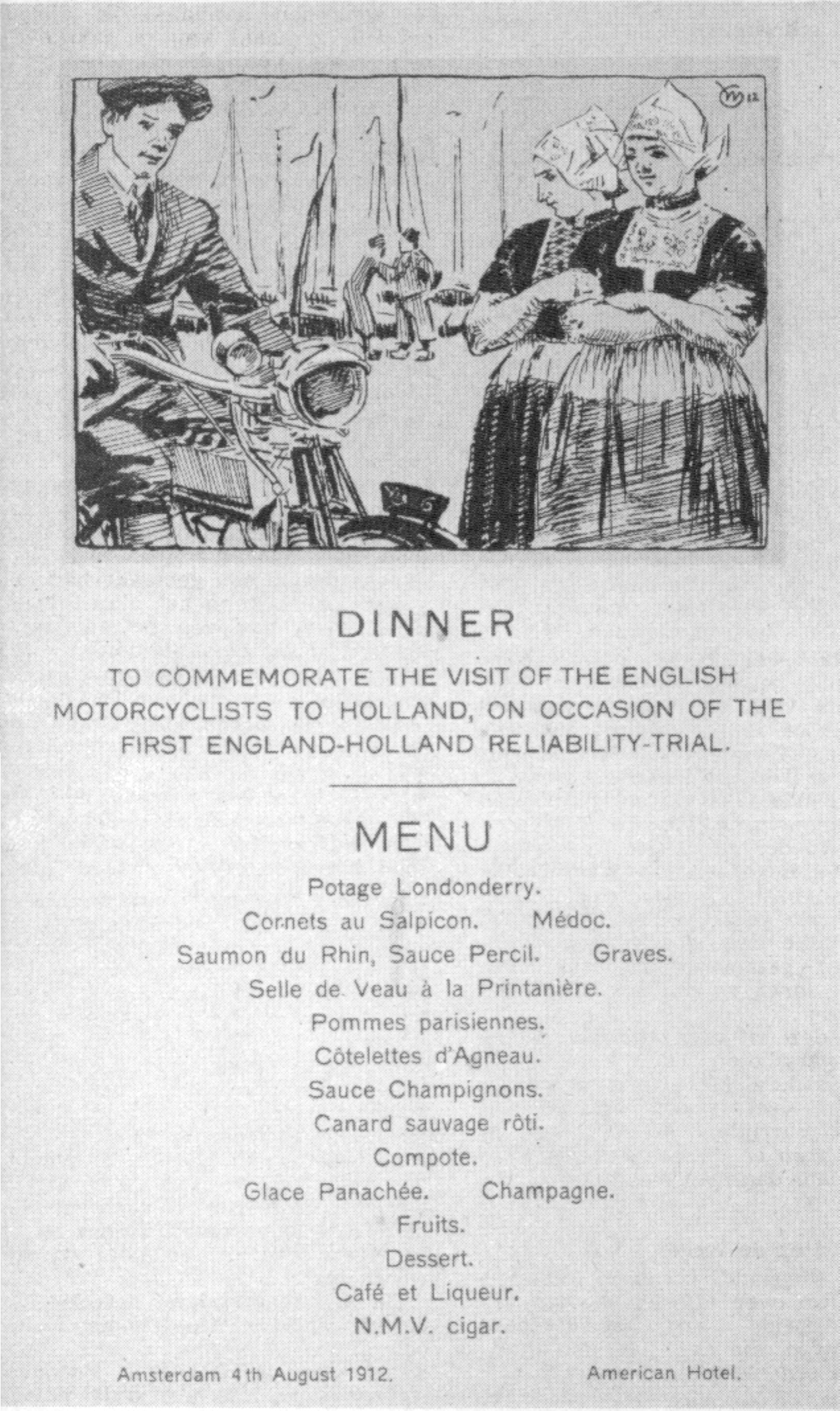
Voor de deelnemers aan een Brits-Nederlandse betrouwbaardheidsrit in 1912 maakte het American Hotel in Amsterdam een speciaal menu, met aan het einde een NMV-sigaar.

Een betrouwbaarheidsrit is een tocht voor motorfietsen of auto's met als enige bedoeling het eindpunt te halen. Tegenwoordig worden betrouwbaarheidsritten voornamelijk voor klassieke voertuigen georganiseerd. De wedstrijdvariant van de betrouwbaarheidsrit is de enduro voor terreinmotoren en endurance voor wegracemotoren. Recreatief georganiseerde roadtrips vallen niet onder de definitie van een betrouwbaarheidsrit. 
Oorspronkelijk werden betrouwbaarheidsritten georganiseerd door de eerste motorfietsfabrikanten, maar al snel kwamen verenigingen van motorrijders (zie:FIM) op het idee. Door een juiste keuze van de route konden zij de fabrikanten wijzen op onvolkomenheden aan de motorfietsen. Een rit door de heuvels vereiste immers goede remmen en versnellingsbakken, een route die door de kleine straatjes in een stad liep bracht het belang van een goede koppeling naar voren.
Al snel werden er internationale wedstrijden georganiseerd, zoals de Anglo-Dutch Reliability Trial, een strijd tussen Nederlanders en Britten, die afwisselend in beide landen werd georganiseerd. Men mocht alleen deelnemen met motorfietsen uit eigen land.
Aanvankelijk was deze regel in het voordeel van de Nederlandse deelnemers: zij waren beter gewend aan slechte wegen, en de Nederlandse fabrikanten waren vrijer in het ontwikkelen van snelle motorfietsen. De Britten werden lange tijd gehinderd door de Red Flag Act, die de maximumsnelheid tot 19 km/uur begrensde.